# Augustin Webster
Svatý Augustin Webster, anglicky Augustine Webster († 4. května 1535 Tyburn), byl anglický kartuziánský mnich a mučedník. Byl popraven poté, co odmítl složit přísahu nadřazenosti, tedy slíbit věrnost Jindřichu VIII. jako nejvyššímu představiteli anglikánské církve.
Své vzdělání získal na cambridgeské univerzitě. Od roku 1531 působil jako převor kartuziánského kláštera v Epworthu v anglickém hrabství Lincolnshire. Po vyhlášení zákona o svrchovanosti spolu s Janem Houghtonem a Robertem Lawrencem navštívil Thomase Cromwella, aby jim vyprosil prominutí přísahy věrnosti. Namísto toho však byli všichni tři později zatčeni a uvězněni. Protože odmítli slib složit, byli postaveni před soud a spolu s Richardem Reynoldsem odsouzeni 28. dubna 1535 k trestu smrti. Poprava byla velice brutální. Nejdříve byli oběšeni, než se stačili uškrtit, tak byli sundáni ze šibenice, poté jim byly vytrhány vnitřnosti a nakonec byla (už mrtvá těla) rozčtvrcena .
Za blahoslaveného jej prohlásil papež Lev XIII. dne 9. prosince 1886, kanonizován byl sv. Pavlem VI. dne 25. října 1970 jako jeden ze čtyřiceti mučedníků Anglie a Walesu.